# تاباکوواتس
تاباکوواتس (به صربی: Tabakovac) یک منطقهٔ مسکونی در صربستان است که در زایچار واقع شده‌است. تاباکوواتس ۲۰۸ نفر جمعیت دارد.